# Copyleft

O símbolo de copyleft é um © invertido. Como existem várias licenças de copyleft, as implicações do símbolo de copyleft não são tão precisas como as do símbolo de copyright, a não ser que se indique também qual a licença aplicável.

Copyleft é uma forma de usar a legislação de proteção dos direitos autorais com o objetivo de retirar barreiras à utilização, difusão e modificação de uma obra criativa devido à aplicação clássica das normas de propriedade intelectual, exigindo que as mesmas liberdades sejam preservadas em versões modificadas. Ele difere assim do domínio público, que não apresenta tais exigências. O copyleft também não proíbe a venda da obra pelo autor, mas implica a liberdade de qualquer pessoa fazer a distribuição não comercial da obra.
O copyleft denomina genericamente uma ampla variedade de licenças que permitem, de diferentes modos, liberdades em relação a uma obra intelectual. Seu nome se origina do trocadilho com o termo "copyright", invertendo right por left. Em português, essa inversão poderia acontecer transformando "direito autoral" em "esquerda autoral". Também pode ser traduzido literalmente como "esquerdo de cópia" ou "permitida a cópia".
Richard Stallman foi um dos responsáveis pela popularização inicial do termo copyleft, ao associá-lo, em 1988, à licença GPL. De acordo com Stallman, o termo foi-lhe sugerido pelo artista e programador Don Hopkins, que incluiu a expressão "Copyleft – all rights reversed" numa carta que lhe enviou. A frase é um trocadilho com expressão "Copyright – all rights reserved" usada para afirmar os direitos de autor.
Uma obra, seja de software ou outros trabalhos livres, sob licença copyleft requer que suas modificações, ou extensões, sejam livres, passando adiante a liberdade de copiar e modificar novamente.
Uma das razões mais fortes para os autores e criadores aplicarem copyleft a seus trabalhos é por esperarem criar as condições mais favoráveis para que mais pessoas se sintam livres para contribuir com melhoramentos e alterações a essa obra, num processo continuado.
A Creative Commons, uma organização sem fins lucrativos fundada por Lawrence Lessig, fornece uma condição de provisão de licença similar chamada share-alike (traduzida como Compartilha-igual)

## História
Apesar de hoje em dia o conceito se aplicar a uma ampla variedade de campos, como a produção científica, literária, audiovisual e artística em geral, sua origem se encontra na década de setenta, no incipiente desenvolvimento de um software para o ainda embrionário setor de Informática.
No laboratório de inteligência artificial do MIT, desenvolviam-se programas, segundo Richard Stallman, em um ambiente de colaboração e compartilhamento. Em certo momento, o ambiente começou a se desagregar, já que algumas pessoas começavam a criar empresas. Conforme Stallman, "eles teriam investimento externo, sem escrúpulos, e fariam tudo o possível para ganhar".  Uma empresa, a Symbolics, começou a fechar o código dos programas feitos para o interpretador livre de Lisp.  Stallman, na via contrária, começou a implementar todas as novas características dos programas, mas em versões livres.
Como Stallman achou pouco viável, a curto prazo, eliminar as leis de copyright, assim como as injustiças que considerava provocadas por seu perpetuamento, decidiu trabalhar dentro do marco legal existente.  Assim, começou a desenvolver um sistema operacional livre, o GNU.  Finalmente, criou sua própria licença de direitos autorais, a Licença Pública Geral do GNU (GPL). Segundo o projeto GNU:
| “ | A forma mais simples de fazer com que um programa seja livre é colocá-lo em domínio público, sem direitos reservados. Isso permite compartilhar o programa e suas melhorias com as pessoas, se assim o desejarem. Mas também permite que pessoas não-cooperativas convertam o programa em software privado. Elas podem fazer mudanças, muitas ou poucas, e distribuir o resultado como um produto proprietário (isto é, que não pode ser modificado a não ser por quem o distribuiu). As pessoas que recebem o programa com essas modificações não têm a liberdade que o autor original lhes deu, retirada pelo intermediário. No projeto GNU, nosso objetivo é dar a todo usuário a liberdade de redistribuir e modificar o software GNU. Se os intermediários pudessem retirar essa liberdade, nós poderíamos ter muitos usuários, mas esses usuários não teriam a mesma liberdade. Assim, em vez de colocar o software GNU no domínio público, nós os protegemos com copyleft. Copyleft implica que qualquer pessoa que redistribua o software, com ou sem modificações, deve passar adiante a liberdade de copiar e modificá-lo também. Copyleft garante que cada usuário tenha liberdade. | ” |

Pela primeira vez se impedia que o titular dos direitos de autor pudesse transferir de forma permanente e a obras derivadas surgidas, o máximo número de direitos possíveis a aqueles que recebessem uma cópia do programa. Isto é, impedir juridicamente que o material oferecido nestes termos possa num futuro ser apropriado, ou parte dele, a direitos autorais ou propriedade intelectual. Ainda que fosse a primeira licença copyleft, será posteriormente, com novas licenças inspiradas nesta e com a popularização do software livre que este termo começaria a se tornar frequente.
Com o passar dos anos, o copyleft deixou de ser aplicado unicamente em softwares. Publicações científicas, obras literárias, audiovisuais e artísticas, por exemplo, também foram licenciadas de modo semelhante. O copyleft inicial deu origem a várias outras licenças, que preservavam a liberdade em maior ou menor grau.

## Aplicando o copyleft
O copyleft funciona como um termo adicional a uma licença. Por exemplo, uma licença livre visa garantir a quem receba uma cópia da obra licenciada às seguintes liberdades:
- a liberdade para usar o trabalho,
- a liberdade para estudar o trabalho,
- a liberdade para copiar e compartilhar o trabalho com os outros,
- a liberdade para modificar o trabalho e também para distribuir os trabalhos modificados e derivados.

Porém essas liberdades por si não garantem que um redistribuidor ou autor de trabalho derivado da obra livre vá distribuí-lo com as mesmas liberdades. Para que haja esse requisito e a licença seja considerada copyleft, requer-se um termo adicional que garanta que o autor do trabalho derivado só possa distribuí-lo sob a mesma licença ou sob uma que seja equivalente.
Além das restrições a respeito de cópias, as licenças copyleft também criam outros impedimentos. Dentre eles estão que os direitos sobre o trabalho não podem ser revogados e que o trabalho e suas derivações devem ser fornecidos de forma que facilite modificações futuras. No caso dos softwares, é necessário que o código fonte do software derivado seja fornecido junto com ele.

## Tipos de copyleft e a relação com outras licenças

Símbolo da Creative Commons para compartilhamento pela mesma licença (CompartilhaIgual), uma variante do símbolo de Copyleft

Copyleft é uma característica diferenciadora de algumas licenças de software livre. Muitas licenças de software livre não são copyleft, pois não fazem a restrição de que o trabalho derivado deva estar sob a mesma licença. Existe todo um debate sobre qual tipo de licença fornece maior grau de liberdade. Nesse caso, podemos ver “liberdade” de duas formas diferentes em especial: liberdade de acesso a todos trabalhos derivados e liberdade de utilização do trabalho para a criação de software proprietário.

### Copyleft "forte" e "fraco"
O copyleft pode ser considerado "forte" se todos os tipos de derivações do trabalho sob a licença copyleft tenham que estar sob essa licença copyleft também. No caso dele ser "fraco", a derivação não necessariamente precisará estar sob a mesma licença, dependendo do tipo de trabalho derivado.
O copyleft "fraco" geralmente é aplicado em projetos de criação de bibliotecas de softwares. Quando é criado um outro software que apenas "linka" a essa biblioteca para utilizar seus recursos disponíveis, esse novo software não precisa herdar a licença copyleft da biblioteca, ele pode ser distribuído sobre outra licença qualquer. Apenas as mudanças feitas às bibliotecas em questão estariam sujeitas ao  licenciamento copyleft na sua distribuição, as mudanças feitas em softwares que "linkam" a elas não estão sujeitas a essa obrigação.
Um bom exemplo conhecido de licença de software livre que usa copyleft "forte" é a GNU General Public License. Como exemplos de licenças que usam copyleft "fraco" temos a GNU Lesser General Public License e a Mozilla Public License. E também há exemplos de licenças de softwares livres sem copyleft como a licença X11, a Apache License as licenças BSDs.

### Copyleft "completo" e "parcial"
A diferença entre copyleft "completo" e copyleft "parcial" se refere a uma outra questão: o copyleft completo é aquele em que todas as partes de um trabalho (exceto a licença em si) podem ser modificadas por autores secundários. O copyleft parcial exime algumas partes do trabalho das obrigações do copyleft ou de alguma forma não impõe todos os princípios do copyleft.

### CompartilhaIgual(share-alike)
Como diz o nome, esse tipo de licença obriga que qualquer obra derivada seja distribuída com a mesma licença do trabalho original. Assim, qualquer licença copyleft é automaticamente uma licença compartilha-igual. Algumas permutações das licenças Creative Commons são exemplos de compartilha-igual.

## Licença viral
As licenças copyleft também são conhecidas como licenças virais, porque qualquer trabalho derivado de outro sob a licença copyleft são, por obrigatoriedade, regidos pela mesma quando distribuídos (exibem assim um comportamento viral). O termo “General Public Virus”, ou “GNU Public Virus”, tem uma longa história na Internet, desde logo após a elaboração da GNU GPL. Vários defensores da licença BSD têm usado o termo com ironia, pela tendência da GPL a absorver código sob licença BSD sem permitir que o trabalho original se beneficie da derivação. O vice-presidente da Microsoft, Craig Mundie, afirma: "Esse aspecto viral da GPL se impõe com uma ameaça à propriedade intelectual de qualquer organização que faz uso dela." Em outro contexto, Bill Gates declarou que o código lançado sob GNU GPL é inútil para o setor comercial (uma vez que ele só poderá ser usado se o código resultante for GNU GPL)[carece de fontes?]. O termo “viral” é uma analogia com os vírus de computador. De acordo com o engenheiro da FSF (Free Software Foundation) David Turner, o termo cria um medo equivocado do uso de programas livres sob copyleft. David McGowan escreveu que não há razão para acreditar que a GNU GPL possa forçar a propriedade sobre o software a se modificar, tornando-o livre, mas poderia tentar intimidar a empresa de distribuir comercialmente o programa que foi combinado com um código sob licença GNU GPL formando um trabalho derivado, e recuperar perdas causadas por infrações.  "Se a empresa na verdade copiou o código de um programa sob licença GNU GPL, seria um caso perfeito para a afirmação comum dos direitos do autor, ou seja, a mesma forma de defesa que essa empresa utilizaria se estivesse do outro lado da história."
Licenças copyleft populares, como a GNU GPL, possuem uma cláusula permitindo componentes a interagir com outros não copyleft, desde que a comunicação entre eles seja abstrata, como por exemplo, executar uma linha de comando de uma ferramenta ou acessar um servidor na Web.

## No Brasil
O surgimento do copyleft bem como seu mecanismo estão fundamentados no contexto dos EUA. Mas este conceito está imerso no mundo digital globalizado, inclusive no Brasil, tanto na utilização de software da comunidade internacional como na contribuição nacional com trabalhos sob licenças copyleft.
No Brasil há algumas comunidades que lidam bastante com o tema e sua aplicação, como por exemplo:
- http://softwarelivre.org/
- http://www.creativecommons.org.br/
- http://br-linux.org/